# Patavium (cràter)
Patavium és un cràter sobre la superfície de (21) Lutècia, situat amb el sistema de coordenades planetocèntriques a 36 ° de latitud nord i 58 ° de longitud est. Fa un diàmetre de 9.3 km. El nom va ser fet oficial per la UAI el cinc d'abril de 2011 i fa referència a Patavium, antiga ciutat romana de l'època de Lutècia, actualment Pàdua (Itàlia).